# Zanthoxylum stenophyllum
Zanthoxylum stenophyllum är en vinruteväxtart som beskrevs av William Botting Hemsley. Zanthoxylum stenophyllum ingår i släktet Zanthoxylum och familjen vinruteväxter. Inga underarter finns listade i Catalogue of Life.